# Cantata de San Nicolás (Britten)
La Cantata de San Nicolás es una obra del compositor británico Benjamin Britten con texto de Eric Crozier escrita en 1948. La obra se compuso para el centenario del Lancing Collegue de Sussex (oficialmente, Colegio de Santa María y San Nicolás), como una obra hagiográfica hacia su patrón, utilizando los recursos musicales disponibles en la institución y partiendo de que gran parte de los intérpretes iban a ser amateurs. No obstante, la obra hoy es interpretada indistintamente por aficionados o profesionales.

## Génesis de la obra
En 1947, el tenor Peter Pears, antiguo alumno del Lancing Collegue, pidió a Britten la composición de una cantata sobre San Nicolás para ser interpretada al año siguiente con motivo del centenario de la institución. El libreto fue encomendado a Eric Crozier, quien ya había trabajado en la ópera Albert Herring y en los textos de la Guía de la orquesta para jóvenes.
La plantilla a utilizar venía previamente indicada: un tenor, coro mixto a cuatro voces, un coro de niñas, dos pianos, órgano, cuerdas y percusión. De todos ellos, sólo el tenor, que representaría a San Nicolás de Myra (interpretado por el propio Pears), los jefes de sección de la cuerda y el primer percusionista, iban a ser profesionales, por lo que la obra debía adaptarse a las posibilidades de una formación amateur respecto al resto de intérpretes. Además, la congregación debía participar cantando dos himnos al final de cada una de las partes de la cantata.
Britten compuso la obra en tan sólo tres semanas, probablemente por el interés que le suscitaba escribir una obra a gran escala para una formación amateur. Aunque rebaja las exigencias para los intérpretes con menos experiencia, el resultado global es el de una obra que no pierde calidad, lo que ha permitido que se lleve a las salas de concierto por intérpretes profesionales sin perder interés.
El estreno se adelantó, teniendo lugar en la jornada inaugural del Festival de Aldeburgh, fundado por el compositor y que inició su andadura precisamente con esta obra en junio de 1948, con permiso del Lancing College, donde se interpretó un mes más tarde con carácter de estreno oficial. En ambos casos, dirigiendo el propio Britten.
Una interpretación convencional dura cuarenta y cinco minutos.

## Estructura
La obra se estructura en nueve números divididos en dos partes que tratan diversos episodios de la vida de San Nicolás, a quien se invoca en el número inicial: Despójate de tu gloria y habla, implora el coro. La música acompaña con aliento dramático el texto de Eric Crozier usando sorprendentes contrastes, el tratamiento vocal y las originales texturas de la orquesta.

### Primera parte
I. Introducción. Bajo un ritmo de la cuerda y los pianos, el primer violín  expone un misterioso tema cargado de lirismo. Construido sobre la nota mi, a modo de nota pedal  durante gran parte del movimiento, se logra la tensión deseada mediante los cromatismos que terminan regresando a la tonalidad. El coro, representando a los hombres contemporáneos, invocan a San Nicolás para que les cuente su historia, a lo que San Nicolás contesta de forma poética: A través del gran puente de 1600 años.... El solista es el que modula a diversas tonalidades para terminar en la armonía de la, dando así la referencia del nuevo tono para la plegaria final del coro.
II. El nacimiento de Nicolás. Se narra la historia de su nacimiento y de su infancia, recalcando el estribillo Dios será glorificado, cantado por el Nicolás niño (el compositor especifica que sea interpretado por el niño más joven del coro). Al final del número, el niño se convierte en hombre, que canta el estribillo por última vez.
Britten emplea el modo lidio (quizás porque la ciudad helenística de Myra se ubicaba en cercanías de la antigua región anatólica de Lidia) modulando entre las notas la y mi en versos alternos, pero las armonías que soportan este modo modal son tonales, lo que le dota de un contraste particular.
III. Nicolás se consagra a Dios. San Nicolás solo recuerda la muerte de sus padres, indicando que pronto dejará la bella tranquilidad para dirigirse al más amplio mundo de los hombres.
El número es acompañado por la cuerda y los tenores, con una textura más liviana que en los movimientos anteriores. Carece de un centro tonal, serpenteando a través de armonías más disonantes. La ausencia de una melodía pegadiza lo acerca más al recitativo.
IV. Viaja a Palestina. El número narra el viaje a Palestina de San Nicolás, donde una poderosa tormenta amenaza la nave como castigo a la burla de los marineros hacia la piedad. El temporal es aterrador y los marineros se desesperan, pero ésta cesa cuando San Nicolás los reúne en oración.
El número comienza con una melodía modal en fa, aunque alterna entre el menor natural y el modo dórico. La melodía se vuelve más disonante cuando se acerca la tormenta, deteniéndose la canción de los hombres cuando llega. Las voces femeninas representan los vientos y las tempestades, mientras que las voces infantiles describen la tormenta, deteniéndose sólo para escuchar los gritos de misericordia de los marineros. A medida que la tormenta se calma, San Nicolés emerge con una oración musicalmente simple. El número termina con un retorno a la melodía inicial, está vez en fa mayor y con muy leve alteración.
V. Nicolás va a Myra y es elegido Obispo. El coro hace un llamamiento para servir a la fe y alejar a los enemigos, a lo que San Nicolás se compromete.
Este movimiento es el más tradicional de toda la cantata, en re mayor, inicialmente con textura homofónica para el coro, pasando después a un fugado que concluye en sol mayor, enlazando con el himno que ha de cantar toda la congregación (Old Hundredth Salmo Tune), con el que se pone fin a la primera parte.

### Segunda parte
VI. Nicolás en prisión. Al igual que en el tercer número, la línea melódica recuerda a un recitativo. San Nicolás amonesta a la humanidad por aceptar su destierro, llamándolos a volverse hacia Dios. Las cuerdas y el acompañamiento del piano se centran en el acorde de re menor, mientras que la melodía del tenor es altamente cromática y disonante.
VII. Nicolás y los niños. Este número cuenta uno de los milagros atribuidos a San Nicolás cuando, encontrándose en una posada, un grupo de viajeros le invita a cenar, pero éste les impide comer, al hacerles notar que la carne que están comiendo es la de tres niños que asesinados y encurtidos por el carnicero. Llama a los niños Timoteo, Marcos y Juan, volviendo inmediatamente a la vida cantando Aleluya.
VIII. Su piedad y sus maravillosos logros. Compuesto como un canto de alabanza a San Nicolás, relata brevemente varias historias sobre su misericordia, caridad y bondad. Es muy tonal, sobre sol mayor y con un tratamiento homofónico del coro.
IX. La muerte de Nicolás. En el movimiento final, San Nicolás habla de su muerte con alegría, entusiasmo y aceptación, con una melodía cromática. Al mismo tiempo, el coro entona el Nunc dimittis utilizando el cuarto tono en el que está basada la música de la introducción orquestal. Concluye con la frase de San Nicolás: Yo bendigo Tu nombre, que vivió y murió por mí, y muriendo, muriendo, muriendo, muriendo, dio mi alma a Ti. Tras unos acordes orquestales enérgicos, se enlaza con el segundo himno para la congregación, God Moves in a Mysterius Way («Dios se mueve de una manera misteriosa»), alabando los misterios de Dios y la valentía de los santos.

## Discografía
Aunque la obra es relativamente popular entre las agrupaciones amateur y ha sido también interpretada por formaciones profesionales, no ha sido muy grabada hasta fechas recientes.
- Benjamin Britten, Peter Pears (tenor), Coro y Orquesta del Festival de Aldeburgh (DECCA).
- Steuart Bedford, Philip Langridge (tenor), Orquesta de Cámara Inglesa, Tallis Chamber Choir, 1996 (Naxos).
- Howard Griffiths, Mark Tucker (tenor), Coro y Orquesta de Cámara de Zúrich, 2003 (Claves).
- Stephen Cleobury, Andrew Kennedy (tenor), Britten Sinfonietta, Coro del King's Collegue (Cambridge) , 2013 (King's Collegue).

- Datos: Q444775